# Fandango (Colombia)
El fandango es un baile musical folclórico originario del Caribe colombiano. Este género proviene específicamente del "eje musical del Caribe occidental".  Es un ritmo alegre y fiestero que hace parte de la idiosincrasia, costeña; de las fiestas y ferias, como las Fiestas del 20 de enero de Sincelejo. Es muy popular en las fiestas de corralejas de la región, especialmente en los departamentos de Córdoba, Sucre y Bolívar. A este ritmo se le pueden agregar otros instrumentos como guitarras y bajo eléctrico. 

## Descripción
El fandango es un aire ligero, rápido, marcado a compás ternario 6/8, parecido al pasaje llanero y al mapalé. Presenta dos secciones en la melodía. Es de carácter instrumental y fiestero.
El fandango también hay que entenderlo como un espectáculo de carácter público multitudinario que se da en el marco de los días especiales de los pueblos de la región Caribe colombiana, en los cuales se celebran los santos patronales, la recolección de las cosechas o la fundación. Fiestas que siempre celebran con fiestas de corraleja y rueda de cumbia o fandango por la noche. Evento en el cual, para su disfrute, en la plaza de la población donde va a realizarse el baile se colocan unos banquillos, o se construye una pequeña plataforma o tarima de madera, en el centro. Los músicos, unos quince, suben y empiezan a tocar, regularmente, desde las 9 de la noche; interpretando porros, fandangos, puyas, bullerengues, mapalés, cumbias, gaitas, etc. Las parejas bailan alrededor de la banda de vientos formando círculos inmensos; se alumbran con paquetes de velas que la mujer lleva en la mano derecha, y en alto, como en la cumbia, tanto para el coqueteo como para el rechazo de sus pretendientes, baile con el cual conserva la característica de ser suelto y girando siempre en forma inversa a las manecillas del reloj. 
La pareja da la vuelta cada tres metros, el hombre rodeando a la mujer y la mujer sobre sí misma, siempre en ademán de coqueteo elegante y conquista respetuosa. Estos fandangos por tradición y por conveniencia son amenizados por las bandas folclóricas, también llamadas papayeras o pelayeras, de la región.

## Historia

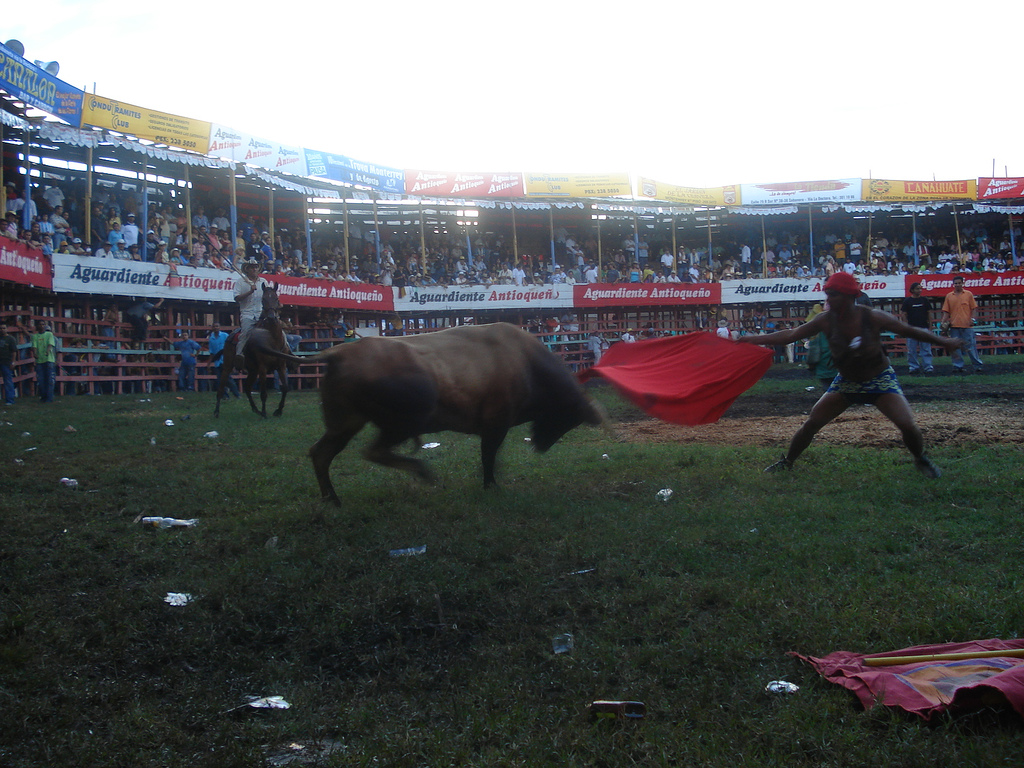
Corraleja en Colombia. Espacios en los que se escuchan fandangos, Pero las corralejas son maltrato animal.

Este baile tiene semejanza con los bailes populares de varias regiones de España como Vizcaya y Galicia; en los tiempos de la colonia (mediados del siglo XVIII) los observadores y escritores de la época, en la provincia de Cartagena los llamaban " Bailes y fandangos llamados Bundes", estos bailes fueron apareciendo paralelamente con los festejos de las fiestas patronales.
Las fiestas y la música religiosas de origen español, en honor de la Virgen (La Candelaria, los Remedios, La Inmaculada), la Cuaresma, el Corpus Christi,San Juan y la Navidad, entre otros, sirvieron para catequizar indígenas  y esclavos y comenzar el mestizaje musical, en el cual también influyeron las tertulias y bailes en las casas de los españoles acaudalados en donde danzas europeas cortesanas como la gavota, el rigodón, paspies, pasacalle, contradanza y danzas populares como la jota, el fandango y las seguidillas fueron lentamente asimiladas y transformadas por indígenas y africanos.
Este mestizaje puede identificarse, con mayor o menor facilidad en distintos ritmos del territorio colombiano; por ejemplo, en los cantos vallenatos se evidencia con las coplas y décimas expuestas en las llamadas piquerías (contienda entre verseadores, improvisando alrededor de un tema), en la música andina, este mestizaje entre lo indígena y lo español, se evidencia en el torbellino, los cantos de la guabina y gran cantidad
de juegos danzados, que nacieron hacia el siglo XVII.
Los bailes de fandango, la tirana, el bolero y la seguidilla de la provincia de Andalucía, fueron muy populares entre la clase media española asentada en el territorio de Colombia.

## Desarrollo del Fandango

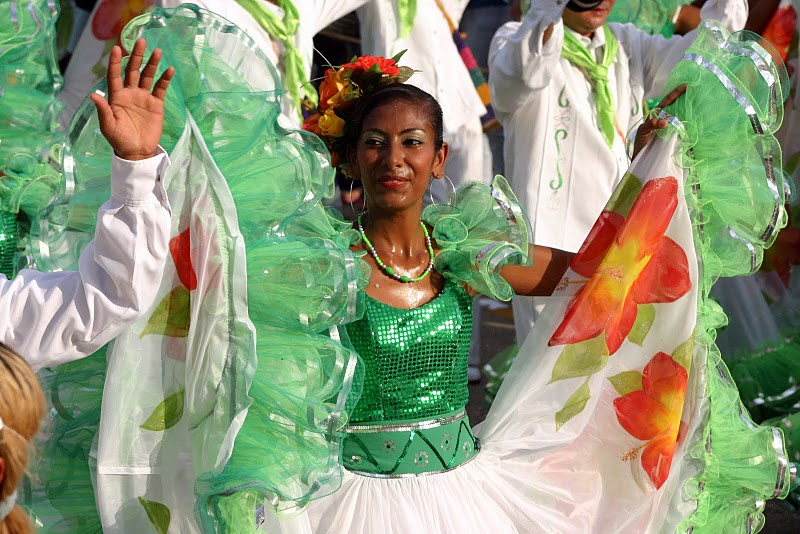
Desfile de Fandango - Fiestas del 20 de enero. Sincelejo, Sucre, Colombia.

Tradicionalmente, en el marco de las fiestas patronales de los pueblos del Caribe colombiano, en horas de la tarde, a partir de las 2:30 p. m. se juegan los toros en la corraleja, hasta las 6:00 p. m. En ese caso se pueden lidiar unos 35 toros, pero el ganadero lleva 40; si salen buenos la tarde se vine arriba, y las faenas pueden irse hasta las 6:30 o 7 de la noche. Una vez corrido el último toro la plaza queda despejada, esperando la noche para bailar fandango. 
El tiempo transcurrido entre el final de las corralejas y el comienzo de los fandangos, es ideal para hablar con los amigos, con la novia, con los contertulios con que se entabló amistad durante su estancia en las corralejas, o si por el contrario se tiene familiares en la población se retiran a la(s) casa(s) de los familiares a esperar el popular fandango.
Una vez comenzado el fandango, la conquista amorosa empieza cuando el hombre se encuentra en la plaza y convida a bailar a la mujer; la mujer siempre baila a la defensiva, pero llamando la atención, mostrándose, sensual, en sus movimientos. Se muestra altanera, incluso, y pechichona; con los brazos en alto hace que los senos impresionen puntiagudos y desafiantes. El hombre se lanza a la conquista y ella lo zarandea y lo rechaza, sutilmente, manteniéndolo interesado y ansioso durante toda la pieza.
El hombre por su parte tiene que ser constante, persistente, elegante, meloso, hazañoso, agradable y hasta embustero, tratando de llenar los puntos débiles que le va dejando su pareja.
Para este baile se debe tener un buen movimiento de cintura. Se habla que hay bailadores que practican con un mes de anticipación, frotándose manteca de caimán. Además se debe usar una buena vestimenta para tratar de conquistar a la pareja. Las mujeres usaban sus babuchas suaves, o las chancletas domingueras.
En el fandango se bailaban todos los ritmos, especialmente el "porro" en todas sus modalidades; el fandango en sí, el mapalé, la cumbia y la puya y de kelvin junior.

## Clases de fandango
Según el lugar en donde se realice el fandango, se pueden encontrar las siguientes clases:
Se le llama fandango CERRAO, aquel que es contratado por la Junta de fiestas; la banda toca seguido hasta las cuatro de la madrugada. De ahí en adelante puede seguir mediante el pago de nuevas "horas de toque".
Fandango ABIERTO, cuando hay que mandar. Espontáneos mandan una, dos o tres horas, o se recoge entre los bailadores de a "ponina" o "vaca", para seguir mandando. Se da poco en fiestas patronales.
Fandango PASIAO es un baile en movimiento, con desplazamiento, especial para abrir un evento, o para acompañar un desfile. Las ferias, los reinados, los grandes certámenes se abren con un Fandango Pasiao en el que participan varias bandas, conjuntos de pitos, comparsas, candidatas, carrozas.
Fandango FOGONIAO, de Fogón. Se da en el Bajo Sinú, especialmente en El Carito, un corregimiento de Lorica, margen derecha de la carretera que de Montería conduce a Coveñas. Hace parte de la programación del Festival de la Chicha.
Consiste en colocar tres conjuntos de  en tres sitios estratégicos de la plaza, semejando los tres bindes de un fogón. El pueblo baila alrededor de cada conjunto, con espermas haciendo inmensas ruedas de fandango.

## Ejemplo
- Goza Plinio Sierra, famosa la versión de Totó la Momposina.
- Fandango, en su versión de Son de Ovejas .
- Esperma y ron además de otros fandangos de Pedro Laza.